# 周陵
周陵位於今陕西省咸阳市城北6公里渭城区周陵镇周陵中學旁。
周陵一般認為是周文王與周武王陵墓，墓有南北兩座，相距100公尺，還有161座陪葬墓，墓前有清代畢沅所立的碑石。也有專家指稱周陵是为公陵（秦惠文王陵）和永陵（秦悼武王陵），又有一說是西漢君王墓。《皇清經解》引孫星衍《畢陌畢原考》稱：“畢陌在渭水北，秦文王、武王所葬，即今咸陽之陵，先諸書甚明，其誤自宋人始。”宋太祖曾下旨祭祀周陵。民国二十一年蒋介石曾拜谒周陵。《括地志》记载周文王墓、周武王墓在雍州万年县西南二十八里的毕原上。在渭水以南。 